# Sarkom

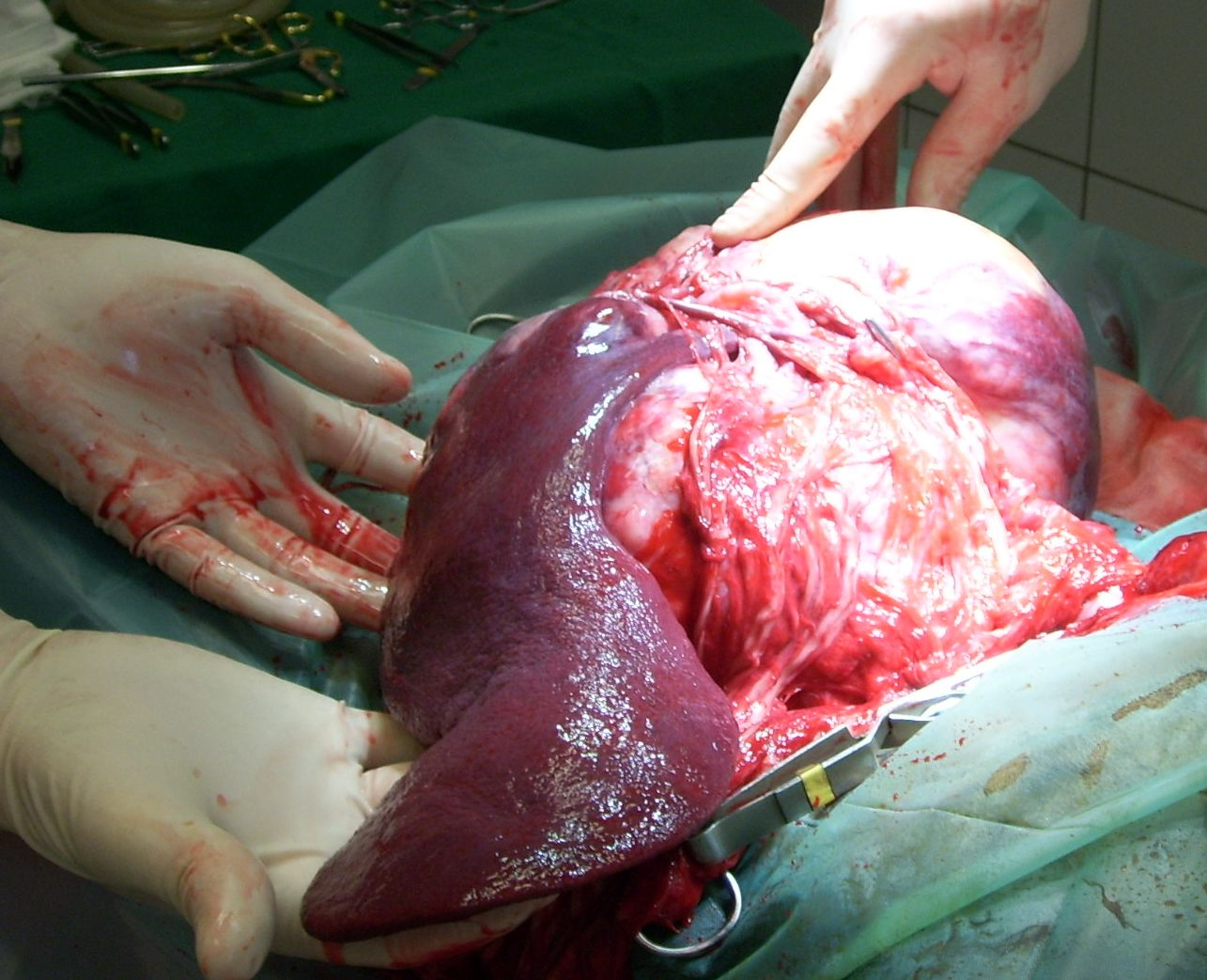
Hämangiosarkom der Milz eines Hundes, OP-Situs

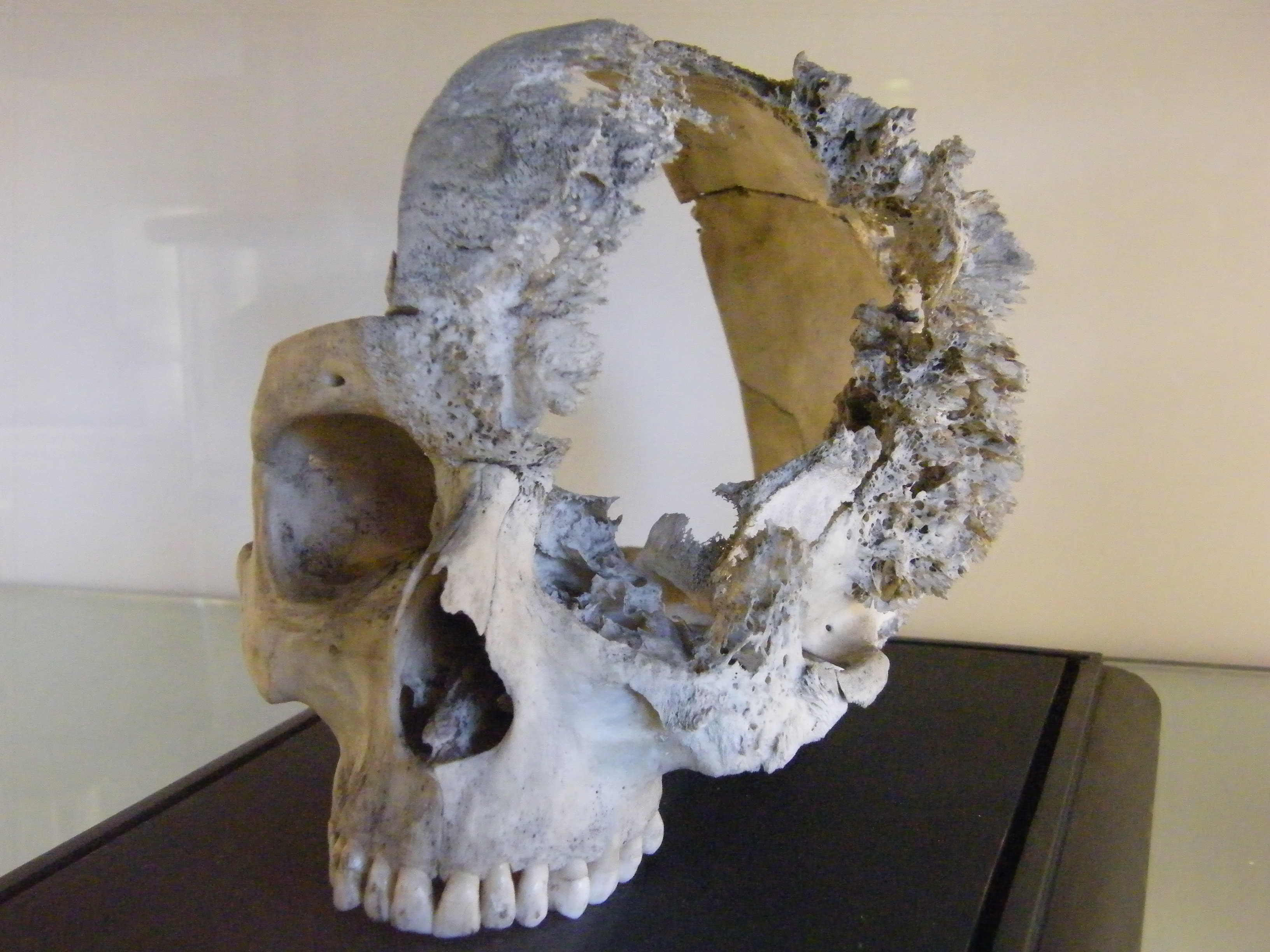
Menschlicher Schädel mit ausgedehnter Schädigung durch ein Sarkom (Hunterian Museum, Glasgow)

Das Sarkom (von altgriechisch σάρκωμα sárkoma, zu σάρξ sárx, „Fleisch“, „Weichteile“ und -om „Geschwulst“), früher auch Sarcom geschrieben und als Fleischgewächs bezeichnet, ist eine bösartige Geschwulst von krebsähnlichem Charakter, die von mesenchymalem Gewebe ausgeht und frühzeitig in die Blutgefäße (hämatogen) metastasiert.
Zusammen mit den malignen Tumoren des Deckepithels (Karzinom) und den Erkrankungen des Blutes und Knochenmarks (Leukämie und Lymphom) gehören Sarkome in die Gruppe der malignen Tumorerkrankungen (Krebserkrankungen). Sarkome sind deutlich seltener als Karzinome und machen nur etwa 1 % aller malignen Erkrankungen beim Menschen aus. Der genaue Ursprung der Sarkome sind das Binde- und Stützgewebe (Knochen, Knorpel und Fettgewebe) oder das Muskelgewebe.
Sarkome werden nach der aktuellen WHO-Klassifikation in etwa 100 verschiedene Entitäten unterteilt. Diese unterscheiden sich nach ihrer (teilweise) vermuteten Zellabstammung, ihren molekulargenetischen Veränderungen, ihrer Morphologie und ihrer Biologie.
Die genaue Einordnung eines Sarkoms in die zutreffende diagnostische Gruppe hat jedoch große Bedeutung für die weitere Behandlung, da die einzelnen Entitäten ein unterschiedlich großes Risiko für das Auftreten von Rezidiven und Tochtergeschwülsten (Metastasen) haben. Sarkome metastasieren überwiegend auf dem Blutweg. Man kann zwei große Gruppen unterscheiden: Sarkome des Skelettsystems und Sarkome der Weichteile (englisch soft tissue). Darüber hinaus gibt es Karzinosarkome, also Mischtumoren, die sowohl maligne epitheliale Zellen (= Karzinom) als auch maligne mesenchymale Zellen (=Sarkom) enthalten. Dazu gehört zum Beispiel der maligne mesodermale Mischtumor des Uterus oder Ovars, auch Müllerscher Mischtumor genannt. Bei extrem entdifferenzierten Karzinomen ist das histologische Bild einem Sarkom ähnlich. Man spricht z. B. von sarkomatoiden Nierenzellkarzinomen. Molekularbiologisch kann man jedoch nachweisen, dass es sich um epitheliale Tumoren, also Karzinome handelt. Um 1903 gelang es Carl Oluf Jensen (1864–1934) ein Sarkom durch 40 Generationen zu züchten.

## Sarkome des Skelettsystems
- Chondrosarkom
- Ewing-Sarkom
- Osteosarkom
- Chordom
- Adamantinom

## Sarkome der Weichteile
- Angiosarkom
- Fibrosarkom
- Liposarkom
- Melanosarkom, siehe Kaposi-Sarkom
- Rhabdomyosarkom
- Hämangioperizytom
- Neurogenes Sarkom
- Kaposi-Sarkom
- Malignes Fibröses Histiozytom
- Leiomyosarkom
- Synovialsarkom

Nach der Beteiligung der Blutgefäße können Weichteilsarkome gemäß der Klassifikation nach Schwarzbach, nach der Beteiligung der Nerven nach der Klassifikation nach Sweiti/Schwarzbach eingeteilt werden.